# Ojinaga
Ojinaga ist eine Stadt im mexikanischen Bundesstaat Chihuahua. Sie hat 22.744 Einwohner (Stand: 2010) und liegt gegenüber dem texanischen Ort Presidio am Zufluss des Río Conchos in den Rio Grande.

## Geschichte
Die am 2. Juni 1715 gegründete Stadt ist nach General Manuel Ojinaga Juarista (1833–1865) benannt und hieß ursprünglich San Francisco de la Junta de los Ríos. Erstmals von europäischen Kolonisatoren betreten wurde die Umgebung der heutigen Stadt jedoch schon 1535 von Álvar Núñez Cabeza de Vaca († um 1557).
Während der Mexikanischen Revolution bildete die Stadt und ihre Umgebung Ende 1913 die letzte Bastion in Chihuahua, die noch von den federales, den Bundestruppen des mexikanischen Machthabers General Victoriano Huerta (1850–1916), und den sie und sein Regime unterstützenden alten porfiristischen Eliten kontrolliert wurde. Im Januar 1914 wurden die federales und ihr Gefolge von der Revolutionsarmee Pancho Villas (1878–1923) in der Schlacht um Ojinaga besiegt und über die US-amerikanische Grenze getrieben. Der Bundesstaat Chihuahua stand damit vollständig unter der Kontrolle der Revolutionäre.
Umkämpft blieb Ojinaga auch, nachdem Villas Revolutionsarmee in den Schlachten des Jahres 1915 als überregionaler Machtfaktor ausgeschaltet worden war und er wieder auf den Status eines Guerillaführers herabgesunken war. Zweimal, im Mai und im November 1917, eroberte Villa die Stadt und nötigte die Garnison der mexikanischen Bundesarmee zur Flucht in die Vereinigten Staaten.

## Persönlichkeiten
- Luz María Aguilar (* 1936), Schauspielerin
- Alegna González (* 1999), Geherin